# Angry Grandpa
Charles Marvin Green, Jr. (16. oktober 1950 – 10. december 2017), også kendt som Angry Grandpa eller bare AGP, var en amerikansk internetpersonlighed og hovedpersonen bag YouTube-kanalen TheAngryGrandpaShow . Hans videoer blev præsenteret på HLN's Dr. Drew. Hans YouTube-kanal TheAngryGrandpaShow har over 4.55 millioner abonnenter og over 1.426 milliard visninger. Kanalen har over 600 videoer af Charles eller Angry Granpa, der for det meste indeholder ham smadre ting, blive sur, lave mad, spise mad og meget andet.
Kanalens meste sete video er en video der viser at han ødelægger Michaels Playstation 4 og stuebordet, da han opdager, at Michael ikke har bagt nogen julekager til ham. Videoen blev udgivet i december 2014 og har modtaget over 30 millioner visninger. Der er en lignende video, hvor han ødelægger Michaels Nintendo Switch, fordi han bliver vred på spillet. Andre videoer i juli 2011 viser hans reaktion på Casey Anthony's retssag. En anden video viser at han ødelægger hans køkken, fordi han ikke kun finde sit slik, videoen har fået over 2 millioner visninger. og en af videoer i februar 2011 viser ham kommenterede konstant had imod Justin Bieber sange på radioen, videoen fik over 3 millioner visninger.

## Opvækst og privatliv
Charles Marvin Green Jr. blev født den 16. oktober 1950 i Sherwood i Charleston i South Carolina, hvor han voksede op. Hans far var Charles Marvin Green Sr (25. januar 1925 - 6. juli 1987), en veteran fra anden verdenskrig. Hans mor var Dorothy Mae Green (18. marts 1926 - 25. december 1999). Da Charles var dreng, blev blev faderen invalideret af en trafikulykke, der beskadigede hans hals, hvilket skabte alvorlige økonomiske problemer for familien. I skolen blev Charles mobbet af sine venner på grund af sin vægt og for at være fattig. Charles løj sig ofte, så han kunne blive hjemme fra skolen. Han har tidligere nævnt, at han har studeret på et universitet i et år. I slutningen af 1960'erne rejste Charles omkring i Amerika med en gruppe venner som en hippie. Han havde tilsyneladende ingen kontakt med sin familie i et helt år i løbet af denne tid. I årene 1968-75 deltog han i Vietnamkrigen.
Charles giftede sig for første gang i 1970 og fik med sin kone datteren Dawn Michelle, som nu bor i Alabama. Efter skilsmisse fra sin første kone giftede han sig med Tina Sharp i 1982. Han fik fire børn med Tina Sharp.
Charles havde flere jobs, herunder som brandmand, jordnødsforhandler, reparatør af husholdningsmaskiner samt som selvstændig og ejer af flere mislykkede mindre virksomheder (såsom Clown-o-Gram-forretning, pornografisk virksomhed osv.).

## Dannelsen af The Angry Grandpa Show
Showet startede oprindeligt i 2007 med en video optaget juleaften. Angry Grandpa er vred over, at hans familie ikke ventede på, at han kom over for at åbne gaver. Videoen kan stadig findes på Break.com, hvor hans søn Michael oprindeligt uploadede den.
De fremhævede videoer viser, at Green reagerer vredt på flere ting, såsom pranks fra hans yngste søn, Michael Green (som arbejder som webmaster og grafisk designer), Michael blev opkaldt med kælenavnet
"Pickleboy" i 2009, efter at han forsøgte at pranke Green, men Green fik hævn Michael sprang ud af badekarret og angreb Green ved at smide en pose mel på ham, men Green kastede en glas syltede agurker efter ham, hvorefter han råbte "PICKLE BOY! PICKLE BOY !!" Fra og med 2014 havde Michael en pranktradition på påske formiddag hvor, han prankede Green ved at give ham chokoladeovertrukne rå æg. Michaels kæreste, Bridgette Nicole West, også kendt som "Prinsesse" eller "Picklegirl", var normalt med på Michales pranks, men nogle gange har hun hjulpet med at pranke Michael. Et eksempel herpå er i 2014-videoen "Grandpa's Bodyguard - The Prank", hvor Michael forsøgte at pranke Green for at tro, at han blev røvet ved at bryde ind i hans hus, mens han sov og stjæle hans værdigenstande. Dette gav dog bagslag, da Bridgette ringede til Green og informerede ham om pranken. Som følge heraf var Green helt vågen, da Michael kom. Han fortalte Michael, at hans pranker-dage var ovre, og at han havde ansat en personlig livvagt.